# 中国公路学会

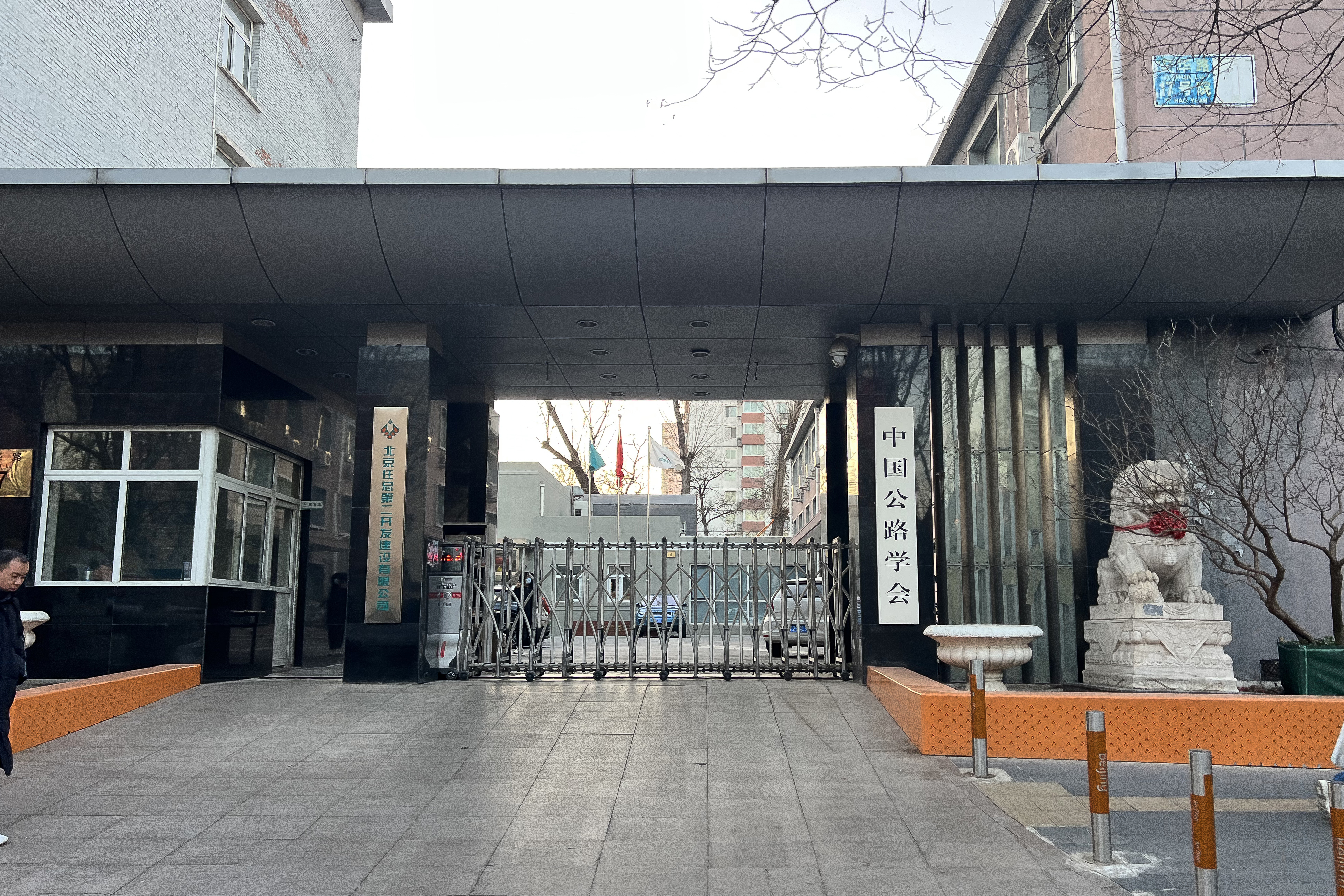
中国公路学会总部设于北京市朝阳区安华路17号院

中国公路学会是中华人民共和国公路科技工作者组成的群众性学术团体，是中国科学技术协会主管的社会团体，1978年8月在江苏省无锡市成立。